# Ngựa Warmblood Áo
Ngựa Warmblood Áo là một loại ngựa Warmblood đăng ký với Arbeitsgemeinschaft für Warmblutzucht ở Österreich (Hiệp hội Chăn nuôi Warmblood ở Áo (AWÖ)).